# Apollophanes caribaeus
Apollophanes caribaeus is een spinnensoort in de taxonomische indeling van de renspinnen (Philodromidae).
Het dier behoort tot het geslacht Apollophanes. De wetenschappelijke naam van de soort werd voor het eerst geldig gepubliceerd in 1975 door Charles Denton Dondale & Redner.